# Lijst van postcodes 7000-7999 in Nederland
Hieronder volgt een lijst van postcodes 7000-7999 in Nederland:

## 7000-7099
- 7000-7009: Doetinchem
- 7010-7011: Gaanderen
- 7020-7021: Zelhem
- 7025: Halle
- 7030-7031: Wehl
- 7035: Kilder
- 7036: Loerbeek
- 7037: Beek (gem. Montferland)
- 7038: Zeddam
- 7039: Stokkum
- 7040-7041: 's-Heerenberg
- 7044: Lengel
- 7045: Azewijn
- 7046: Vethuizen
- 7047: Braamt
- 7048: Wijnbergen
- 7050-7051: Varsseveld
- 7054: Westendorp
- 7055: Heelweg
- 7060-7061: Terborg
- 7064: Silvolde
- 7065: Sinderen
- 7070-7071: Ulft
- 7075: Etten
- 7076: Varsselder, Veldhunten
- 7077: Netterden
- 7078: Megchelen
- 7080-7081: Gendringen
- 7083: Voorst
- 7084: Breedenbroek
- 7089: Sinderen
- 7090-7091: Dinxperlo
- 7095: De Heurne

## 7100-7199
- 7100-7103: Winterswijk
- 7104: Meddo
- 7105: Huppel
- 7106: Ratum
- 7107: Kotten
- 7108: Woold
- 7109: Miste
- 7113: Henxel
- 7115: Brinkheurne
- 7119: Corle
- 7120-7123: Aalten
- 7125: Heurne (Aalten)
- 7126: Bredevoort
- 7130-7132: Lichtenvoorde
- 7134: Vragender
- 7135: Harreveld
- 7136: Zieuwent
- 7137: Lievelde
- 7140-7142: Groenlo
- 7150-7152: Eibergen
- 7156: Beltrum
- 7157: Rekken
- 7160-7161: Neede
- 7165: Rietmolen

## 7200-7299
- 7200-7207: Zutphen
- 7210-7211: Eefde
- 7213: Gorssel
- 7214: Epse
- 7215: Joppe
- 7216: Kring van Dorth
- 7217: Harfsen
- 7218: Almen
- 7220-7221: Steenderen
- 7223: Baak
- 7224: Rha
- 7225: Olburgen
- 7226: Bronkhorst
- 7227: Toldijk
- 7230-7232: Warnsveld
- 7233: Vierakker
- 7234: Wichmond
- 7240-7242: Lochem
- 7244: Barchem
- 7245: Laren
- 7250-7251: Vorden
- 7255: Hengelo
- 7256: Keijenborg
- 7260-7261: Ruurlo
- 7263: Mariënvelde
- 7270-7271: Borculo
- 7273: Haarlo
- 7274: Geesteren
- 7275: Gelselaar

## 7300-7399
- 7300-7336: Apeldoorn
- 7339: Ugchelen
- 7341: Beemte-Broekland
- 7345: Wenum-Wiesel
- 7346: Hoog Soeren
- 7348: Radio Kootwijk
- 7350-7352: Hoenderloo
- 7360-7361: Beekbergen
- 7364: Lieren
- 7371: Loenen
- 7380-7382: Klarenbeek
- 7383: Voorst
- 7384: Wilp
- 7390-7392: Twello
- 7395: Teuge
- 7396: Terwolde
- 7397: Nijbroek
- 7399: Empe

## 7400-7499
- 7400-7428: Deventer
- 7429: Colmschate
- 7430-7431: Diepenveen
- 7433: Schalkhaar
- 7434: Lettele
- 7435: Okkenbroek
- 7437: Bathmen
- 7439: Steenenkamer
- 7440-7443: Nijverdal
- 7447: Hellendoorn
- 7448: Haarle
- 7450-7451: Holten
- 7460-7463: Rijssen
- 7466: Zuna
- 7467: Notter
- 7468: Enter
- 7470-7472: Goor
- 7475: Markelo
- 7478: Diepenheim
- 7480-7483: Haaksbergen
- 7490-7491: Delden
- 7495: Azelo, Deldenerbroek, Deldeneresch, Zeldam
- 7496: Hengevelde
- 7497: Bentelo

## 7500-7599
- 7500-7547: Enschede
  - 7511: Binnensingelgebied
  - 7512: Getfert, Hogeland-Noord
  - 7513: Veldkamp
  - 7514: Boddenkamp
  - 7521: Twekkelerveld
  - 7522: Drienerveld, Universiteit Twente
  - 7523: Deppenbroek, Mekkelholt
  - 7524: Lonneker, Lonneker-West
  - 7531: Stokhorst
  - 7532: De Slank, Dolphia, Eschmarke
  - 7533: Velve-Lindenhof
  - 7534: Zuid-Esmarke
  - 7535: Hogeland-Zuid
  - 7541: Varvik-Diekman
  - 7542: Stroinkslanden
  - 7543: Ruwenbos
  - 7544: Broekheurne
  - 7545: Boswinkel-Stadsveld
  - 7546: Helmerhoek-Zuid
  - 7547: Enschede-West
- 7548: Boekelo, Usselo
- 7550-7559: Hengelo
- 7560-7561: Deurningen, Gammelke
- 7570-7577: Oldenzaal
- 7580-7582: Losser
- 7585: Glane
- 7586: Overdinkel
- 7587: De Lutte
- 7588: Beuningen, Mekkelhorst
- 7590-7591: Denekamp, Berghum, Noord Deurningen
- 7595: Weerselo, Lemselo, het Stift
- 7596: Rossum, Volthe
- 7597: Saasveld, Dulder

## 7600-7699
- 7600-7610: Almelo
  - 7601: Bornsestraat Midden, Riet-Noord, Bornsestraat, Omgeving Zuid, Arendsboer, Omgeving Noord, Nieuwland, Riet-Zuid, Bedrijventerrein Bornsestraat, Verspreide Huizen Wijk 11+17
  - 7602: Vriezenveenseweg, Haghoek-Oost, Parkweg, Haghoek-West, Aaboer, Ootmarsumsestraat
  - 7603: Ootmarsumsestraat, Markgraven, Rumerslanden, Wester Sluitersveldlanden, Robbenhaarsweg Noord, Mooie Vrouwenweg, Verspreide Huizen Wijk 13, Schelfhorst Zuidoost
  - 7604: Rohof, Kerkelanden, Aalderinkshoek Noordoost, Aalderinkshoek Zuidoost, Aalderinkshoek Noordwest, Aalderinkshoek Zuidwest
  - 7605: Nieuwstraat, Witvoet, Wonde, Achterlanden
  - 7606: Wonde, Achterlanden, Boomplaats, Ossenkoppelerhoek Oost, Beeklust, Ossenkoppelerhoek Midden Noord, Ossenkoppelerhoek West, Ossenkoppelerhoek Midden Zuid
  - 7607: Binnenstad Noord, Binnenstad Zuid, Ulk, Java, Bornsestraat, Omgeving Zuid, Hofkamp West, Hofkamp Oost, Paradijs, Kollenveld
  - 7608: Mooie Vrouwenweg, Verspreide Huizen Wijk 13, Schelfhorst Zuidwest, Drakensteyn, Schelfhorst Noordwest, Havezathe, Schelfhorst Noordoost, Schelfhorst Zuidoost
  - 7609: Groeneveld, Kanaalzijde, Leemslagen Noord, Leemslagen Zuid, Zeven Bosjes, Leemslagen Oost, Huttenveld, Maardijk, Nijrees
- 7611: Aadorp
- 7614: Mariaparochie
- 7615: Harbrinkhoek
- 7620-7623: Borne
- 7625: Zenderen
- 7626: Hertme
- 7627: Bornerbroek
- 7630-7631: Ootmarsum
- 7634: Tilligte
- 7635: Lattrop-Breklenkamp
- 7636: Agelo
- 7637: Oud Ootmarsum
- 7638: Nutter
- 7640-7642: Wierden
- 7645: Hoge Hexel
- 7650-7651: Tubbergen
- 7660-7661: Vasse
- 7662: Hezingen
- 7663: Mander
- 7664: Manderveen
- 7665: Albergen
- 7666: Fleringen
- 7667: Reutum
- 7668: Haarle
- 7670-7672: Vriezenveen
- 7675: Bruinehaar
- 7676: Westerhaar-Vriezenveensewijk
- 7678: Geesteren
- 7679: Langeveen
- 7680-7681: Vroomshoop
- 7683: Den Ham
- 7685: Beerzerveld
- 7686: Geerdijk (Twenterand)
- 7687: Daarlerveen
- 7688: Daarle
- 7690-7691: Bergentheim
- 7692: Mariënberg
- 7693: Sibculo
- 7694: Kloosterhaar
- 7695: Bruchterveld
- 7696: Brucht

## 7700-7799
- 7700-7702: Dedemsvaart
- 7705: Drogteropslagen
- 7707: Balkbrug
- 7711: Nieuwleusen
- 7715: Punthorst
- 7720-7722: Dalfsen
- 7730-7731: Ommen
- 7734: Vilsteren
- 7735: Arriën
- 7736: Beerze
- 7737: Stegeren
- 7738: Witharen
- 7739: Vinkenbuurt
- 7740-7742: Coevorden
- 7750-7751: Dalen
- 7753: Dalerpeel
- 7754: Wachtum
- 7755: Dalerveen
- 7756: Stieltjeskanaal
- 7760-7761: Schoonebeek
- 7764: Zandpol
- 7765: Weiteveen
- 7766: Nieuw-Schoonebeek
- 7770-7773: Hardenberg
- 7775: Lutten
- 7776: Slagharen
- 7777: Schuinesloot
- 7778: Loozen
- 7779: Holthone
- 7780-7782: De Krim
- 7783: Gramsbergen
- 7784: Ane
- 7785: Anevelde
- 7786: Den Velde
- 7787: Holtheme
- 7788: Anerveen
- 7791: Radewijk
- 7792: Venebrugge
- 7793: Hoogenweg
- 7794: Rheeze
- 7795: Diffelen
- 7796: Heemserveen
- 7797: Rheezerveen
- 7798: Collendoorn

## 7800-7899
- 7800-7828: Emmen
- 7830-7831: Nieuw-Weerdinge
- 7833: Nieuw-Amsterdam
- 7840-7841: Sleen
- 7842: Diphoorn
- 7843: Erm
- 7844: Veenoord
- 7845: Holsloot
- 7846: Noord-Sleen
- 7847: 't Haantje
- 7848: Schoonoord
- 7849: De Kiel
- 7851: Zweeloo
- 7852: Wezup
- 7853: Wezuperbrug
- 7854: Aalden
- 7855: Meppen
- 7856: Benneveld
- 7858-7859: Eeserveen
- 7860-7861: Oosterhesselen
- 7863: Gees
- 7864: Zwinderen
- 7871: Klijndijk
- 7872: Valthe
- 7873: Odoorn
- 7874: Odoornerveen
- 7875: Exloo
- 7876: Valthermond
- 7877: 2e Valthermond
- 7880-7881: Emmer-Compascuum
- 7884: Barger-Compascuum
- 7885: Nieuw-Dordrecht
- 7887: Erica
- 7889: Klazienaveen-Noord
- 7890-7892: Klazienaveen
- 7894: Zwartemeer
- 7895: Roswinkel

## 7900-7999
- 7900-7909: Hoogeveen
- 7910-7912: Nieuweroord
- 7913: Hollandscheveld
- 7914: Noordscheschut
- 7915: Alteveer (Hoogeveen)
- 7916: Elim
- 7917: Geesbrug
- 7918: Nieuwlande (Drenthe) (gemeente Hoogeveen)
- 7920-7921: Zuidwolde
- 7924: Veeningen
- 7925: Linde
- 7926: Kerkenveld
- 7927: Alteveer (De Wolden)
- 7929: Nieuwlande (Drenthe) (gemeente Coevorden)
- 7931: Fluitenberg
- 7932: Echten
- 7933: Pesse
- 7934: Stuifzand
- 7935: Eursinge (De Wolden)
- 7936: Tiendeveen
- 7938: Nieuw-Balinge
- 7940-7944: Meppel
- 7946: Wanneperveen
- 7948: Nijeveen
- 7949: Rogat
- 7950-7951: Staphorst
- 7954: Rouveen
- 7955: IJhorst
- 7957: de Wijk
- 7958: Koekange
- 7960-7961: Ruinerwold
- 7963: Ruinen
- 7964: Ansen
- 7965: Broekhuizen
- 7966: De Schiphorst
- 7970-7971: Havelte
- 7973: Darp
- 7974: Havelterberg
- 7975: Uffelte
- 7980-7981: Diever
- 7983: Wapse
- 7984: Dieverbrug
- 7985: Geeuwenbrug
- 7986: Wittelte
- 7990-7991: Dwingeloo